# Bình Nhân
Bình Nhân là một xã thuộc huyện Chiêm Hóa, tỉnh Tuyên Quang, Việt Nam.

## Địa lý
Xã Bình Nhân có diện tích 24,92 km², dân số năm 1999 là 2069 người, mật độ dân số đạt 83 người/km².
- Phía đông giáp xã Kim Bình, huyện Chiêm Hóa.
- Phía tây giáp xã Nhân Lý, huyện Chiêm Hóa.
- Phía nam giáp xã Kiến Thiết, huyện Yên Sơn.
- Phía bắc giáp xã Vinh Quang, huyện Chiêm Hóa.

## Hành chính
Xã Bình nhân bao gồm có 05 thôn: Bình Minh, Đồng Tâm, Đồng Tân, Nhân Lý, Bình An.

## Lịch sử
Năm 2019, theo chủ trương sát nhập của tỉnh Tuyên Quang. Các thôn Đồng Quắc và Đồng Trang sát nhập đổi tên thành: Đồng Tâm. Thôn Đồng Nự và Tân Lập sát nhập đổi tên thành Đồng Tân. Thôn Kéo Cam và thôn Tông Trang sát nhập đổi tên thành Nhân Lý. Thôn Tát Tiều và Lung Lù sát nhập đổi tiên thành Bình An. Thôn Bình Tiến và Lung Puốc sát nhập đổi tên thành Bình Minh.

## Di tích lịch sử Sở đúc tiền - Bộ Tài chính
Di tích Sở Đúc tiền thuộc Bộ Tài chính tại thôn Đồng Quắc, xã Bình Nhân, huyện Chiêm Hoá, tỉnh Tuyên Quang (Nay là thôn Đồng Tâm) là nơi sản xuất số lượng lớn tiền tài chính bằng nhôm, bằng vàng, huân chương các loại... phục vụ cho cuộc kháng chiến chống thực dân Pháp. Tại địa điểm này, tập thể cán bộ, công nhân viên Sở Đúc tiền đã sống, làm việc và chiến đấu từ cuối năm 1947 đến cuối năm 1950.
Di tích Sở Đúc tiền thuộc Bộ Tài chính được phân bố ở hai khu vực trên hai quả đồi thuộc thôn Đồng Quắc, xã Bình Nhân, huyện Chiêm Hoá.
Tài liệu nghiên cứu của Bảo tàng tỉnh Tuyên Quang cho biết, sau khi Cách mạng tháng Tám thành công, Bộ Tài chính đã tiếp quản Sở Đúc tiền do thực dân Pháp để lại, có trụ sở trên đường Nguyễn Thái Học (ngày nay là trụ sở của Công ty in Tiến Bộ) để in các đồng bạc tài chính phục vụ cho kháng chiến lâu dài. Sau khi ký Hiệp định sơ bộ ngày (6/3/1946) với Chính phủ Pháp, Chính phủ Việt Nam đã có chủ trương dời Sở Đúc tiền ra khỏi địa bàn Hà Nội lên chiến khu Việt Bắc. Sở Đúc tiền được chia làm hai cơ sở: một chuyển vào Thanh Hoá, một chuyển lên Thái Nguyên. Tại Thái Nguyên, Sở Đúc tiền đóng tại bến Tượng - trung tâm thị xã Thái Nguyên từ tháng 4 năm 1946 đến tháng 12 năm 1946. Sau đó, Sở Đúc tiền di chuyển về Đồng Bẩm, Thái Nguyên. Ở tại đây một thời gian ngắn thì có lệnh chuyển sang Tuyên Quang. Được sự đồng ý của Chủ tịch Uỷ ban Nhân dân tỉnh Tuyên Quang, Sở Đúc tiền đặt cơ sở vật chất, trang thiết bị tại kho của mỏ kẽm Tràng Đà, thị xã Tuyên Quang để ổn định và đi vào sản xuất.
Tháng 2 năm 1947, đoàn xe vận tải chở máy móc đã lên đến mỏ kẽm, cán bộ công nhân viên khẩn trương lắp đặt máy móc để kịp sản xuất phục vụ nhu cầu chi tiêu cho cuộc kháng chiến. Tháng 6 năm 1947, thực dân Pháp ném bom xuống khu vực thị xã Tuyên Quang và trước cửa kho của Sở Đúc tiền nhưng không gây thiệt hại gì. Nhận thấy ở thị xã Tuyên Quang không an toàn, Sở Đúc tiền được lệnh di chuyển đến địa điểm mới tại thôn Tụ, xã Phúc Thịnh, huyện Chiêm Hoá. Ở địa điểm mới sau 3 tháng, các thiết bị máy móc đã lắp đặt xong nhưng chưa sản xuất được vì không có máy phát điện. Tháng 10 năm 1947, thực dân Pháp tấn công lên Việt Bắc, Sở Đúc tiền lại nhận lệnh tiếp tục di chuyển, tập thể cán bộ, công nhân viên ở đây đã nỗ lực vận 29 Phần thứ nhất: Di tích lịch sử ngành Tài chính ở miền Bắc chuyển hàng trăm tấn trang thiết bị máy móc xuống thuyền, bè chở ngược lên bến Khuếch, vào thôn Đồng Quắc thuộc xã Bình Nhân, huyện Chiêm Hoá, tỉnh Tuyên Quang. Đây là một địa điểm có địa thế kín đáo, an toàn, bí mật thuận lợi để làm trụ sở sản xuất tiền. Sau gần 2 tuần, các cán bộ và công nhân viên của Sở Đúc tiền cùng sự giúp đỡ của nhân dân địa phương đã hoàn thành việc xây dựng cơ sở vật chất, lắp đặt trang thiết bị máy móc, ổn định tổ chức, sẵn sàng sản xuất.
Trong thời gian ở và làm việc tại thôn Đồng Quắc, xã Bình Nhân, Sở Đúc tiền có khoảng hơn 100 cán bộ, công nhân viên do đồng chí Nguyễn Văn Danh giữ chức vụ Giám đốc, đồng chí Nguyễn Đình Thụ làm Quản đốc Xưởng sản xuất. Sở Đúc tiền có một Chi bộ gồm 5 đảng viên do đồng chí Nguyễn Đình Thụ làm Bí thư chi bộ, tổ chức Công đoàn do đồng chí Đào Văn Quynh làm Chủ tịch.
Cơ cấu tổ chức của Sở Đúc tiền gồm có:
         - Văn phòng do đồng chí Tạ Phúc Hy phụ trách, gồm khoảng 20 cán bộ, công nhân viên. Văn phòng có nhiệm vụ quản lý toàn bộ công việc của Sở Đúc tiền. Trong Văn phòng có Ban nghiên cứu do đồng chí Hồ Văn Nghĩa phụ trách. Ban này có khoảng 5 cán bộ, có nhiệm vụ thiết kế, tổ chức xây dựng nhà ở, nhà làm việc, nhà sản xuất và làm đường từ bến Khuếch, sông Gâm vào Sở Đúc tiền (khoảng 2 km đường mòn).
         - Tổ lò rèn có 5 cán bộ do đồng chí Hoàng Văn Sửu phụ trách.
         - Tổ tiện nguội có khoảng 10 cán bộ, công nhân viên.
         - Tổ phát điện, máy nổ do đồng chí Nguyễn Văn Minh phụ trách, bộ phận này có khoảng 12 cán bộ, công nhân viên.
         - Tổ máy cán do đồng chí Nguyễn Văn Năm phụ trách, bộ phận này có khoảng 20 cán bộ, công nhân viên.
         - Bộ phận in dập tiền (đây là bộ phận sản xuất chính của Sở Đúc tiền) do đồng chí Nguyễn Đình Thụ - Quản đốc trực tiếp phụ trách, có khoảng 20 cán bộ công nhân viên. Máy móc gồm có 4 máy dập tiền, trong đó có 1 máy dập lớn có trọng lượng khoảng 150 tấn chuyên dập các khuôn mẫu in tiền bằng thép. Tại bộ phận này có đồng chí Nguyễn Văn Ngọc (nguyên là học sinh trường Mỹ thuật Trung ương chuyên về khắc hình trên thép) là thợ giỏi có tay nghề cao của Sở Đúc tiền. Bộ phận in dập tiền còn được trang bị 2 máy để in tiền loại to cỡ nặng, 1 máy phay của thực dân Pháp để lại do đồng chí Ngôn, đồng chí Đức là những thợ giỏi phụ trách, có nhiệm vụ phay các bánh răng máy to, máy khoan, máy bào có nhiệm vụ bào thép sau đó gia công làm nhẵn.
Với phương tiện và kỹ thuật thô sơ, sống trong điều kiện đất nước có chiến tranh, bằng lòng nhiệt huyết của mình các cán bộ nhân viên Sở Đúc tiền đã khắc phục mọi khó khăn gian khổ, thiếu thốn để vươn lên hoàn thành nhiệm vụ được giao. Trong thời gian từ năm 1948 đến năm 1950, Sở Đúc tiền đã sản xuất được tiền nhôm, đặc biệt là đồng tiền mẫu bằng vàng được gọi là "Đồng Việt".
Di tích Sở Đúc tiền thuộc Bộ Tài chính có giá trị về mặt nghiên cứu lịch sử của ngành Tài chính, ngoài ra, di tích còn có giá trị giáo dục truyền thống. Qua hơn nửa thế kỷ, do tác động của thiên nhiên và con người, đến nay cảnh quan di tích đã thay đổi nhiều so với nguyên trạng ban đầu.